# Spelet är förlorat
Spelet är förlorat (The Killing) från 1956 är regissören Stanley Kubricks andra långfilm i film noir-genren. Filmen är skriven av Kubrick och Jim Thompson och bygger på en roman av Lionel White. I rollerna ses bland andra Sterling Hayden, Coleen Gray och Marie Windsor.

## Handling
Filmen handlar om hur den notoriske brottslingen Johnny Clay (Sterling Hayden) planerar en sista stöt innan han drar sig tillbaka för att gifta sig med Fay (Coleen Gray). Han bildar en grupp bestående av såväl brottslingar och småskurkar som hederliga män och planerar ett rån mot en hästkapplöpningsbana.

## Rollista
- Sterling Hayden som Johnny Clay
- Coleen Gray som Fay
- Vince Edwards som Val Cannon
- Jay C. Flippen som Marvin Unger
- Elisha Cook Jr. som George Peatty
- Marie Windsor som Sherry Peatty
- Ted de Corsia som Polisman Randy Kennan
- Joe Sawyer som Mike O'Reilly
- James Edwards som Parkeringsvakt
- Timothy Carey som Nikki Arcane
- Joe Turkel som Tiny
- Jay Adler som Leo the Loanshark
- Kola Kwariani som Maurice Oboukhoff
- Tito Vuolo som Joe Piano - motellmanager
- Dorothy Adams som Mrs. Ruthie O'Reilly

## Mottagande
Film noir-kritikern Eddie Muller skrev: "Med Spelet är förlorat skapade Stanley Kubrick ett monument till den klassiska kriminalfilmsgenren samtidigt som det är ett fräscht filmskapande. Vem kunde veta, när filmen var klar, att det skulle bli den sista underhållande film han skulle göra?"
The New York Times filmkritiker A.H. Weiler skrev: "Trots att Spelet är förlorat är sammansatt av bekanta ingredienser krävs det bättre förklaringar men filmen utvecklar sig till ett ganska underhållande drama... Anhängare till den största av sporter kommer märka att herr Kubricks kamera fångat färgstarka bilder av hästar på Bay Meadows-banan. Övriga tittare bör finna att Spelet är förlorat är ett fängslande litet äventyr."
Filmkritikern Mike Emery skrev: "Kubricks kameraarbete var på god väg att nå den flytande stil som återfinns i hans senare verk och den låga budgeten ger filmen ett rått, allvarligt utseende. Även om historien och regin är bra så är filmens sanna styrka karaktärerna och rolltolkningarna."
På tidningen Variety gillade man skådespelandet och skrev: "Historien om ett kapplöpningsrån värt 2 miljoner dollar samt det som leder fram till rånet berättas ibland som en dokumentärfilm vilken till en början är något förvirrande. Men det etablerar sig snart till en spännande ven som håller i sig ända till det oväntade och ironiska slutet...Hayden står för ett återhållsamt skådespel och Cook sticker ut speciellt. Windsor är verkligt bra när hon gräver fram planen från sin man och avslöjar den för sin pojkvän."
Webbsidan Rotten Tomatoes skriver att 96 % av kritikerna gav filmen ett positivt omdöme baserat på 24 recensioner.

## Priser
Nomineringar
- British Academy of Film and Television Arts: BAFTA Film Award, Bästa film; 1957.